# 劳埃德·丹尼尔斯
劳埃德·丹尼尔斯（英語：Lloyd Daniels，1967年9月4日—）为美国前职业篮球运动员。

## 外部連結
- 劳埃德·丹尼尔斯在fiba.basketball（英语）
- 劳埃德·丹尼尔斯在NBA官網（英语）
- 劳埃德·丹尼尔斯在TBLStat.net（英语）
- 劳埃德·丹尼尔斯在意大利篮球甲级联赛官網（意大利语）
- 劳埃德·丹尼尔斯在Basketball-Reference.com（NBA）（英语）
- 劳埃德·丹尼尔斯在Eurobasket.com（球員）（英语）
- 劳埃德·丹尼尔斯在Proballers（英语）
- 劳埃德·丹尼尔斯在RealGM（球員）（英语）